# Konrad Leonard Hellqvist
Konrad Leonard Hellqvist, född 11 april 1864 i Lilla Mellösa socken, Södermanlands län, död 13 december 1940 i Risinge socken, Östergötlands län, var en svensk spelman.

## Biografi
Konrad Leonard Hellqvist föddes 11 april 1864 på Hälleforsnäs bruk i Lilla Mellösa socken. Han var son till gjutaren Alexander Hellqvist och Anna Lotta Florentina Nilsdotter. Hellqvist gifte sig 1 augusti 1886 med Anna Fredrika Flodqvist och han började arbeta som gjutare på Hälleforsnäs bruk. Familjen flyttade 1904 till Finspång och började arbeta på metallverken som gjutare. Han kom sedan att bli metallarbetare där. Hellqvist avled 13 december 1940 i Risinge socken av lunginflammation.
Hellqvist farfar Sven Hellqvist var spelman. Hellqvist började spela när han var sju år gammal och vid tio års ålder började han spela till danser. År 1875 fick han riktiga strängar till sin fiol av rallaren Lenngren som också lärde honom några låtar. Hellqvist hade tidigare haft strängar av tvinnat garn. Hellqvist lärdes sig några låtar av spelmannen och bonden Lars Erik Larsson i Floda socken. Under sina år har Hellqvist spelat på många bröllop och varit med på alla spelmanstävlingar i Östergötland. Han har även vunnit flera priser.
Hellqvist spelade väldigt tydligt och rent med en lätt stråkföring. Alla låtar han spelade utfördes i ett snabbt tempo. Polskor med sextondelar utfördes i =144. Bland hans repertoar fanns valser i wienervalsstil som hans farfar hade lärt honom.

## Verklista

Konrad Leonard Hellqvist

Dessa låtar upptecknades 1930 av spelmannen Olof Andersson.
- Polska Spelflickans polska i A-dur. Hellqvist fick den av Lars Erik Larsson, Floda socken.
- Polska i A-dur från Södermanland.
- Polska i D-dur efter Sven Hellqvist. Hellqvists far sjöng ofta polskan.
- Brudpolska i Bb-dur. Hellqvist brukade spela polska i sina ungdoms år tillsammans med en järnarbetare i Hällefors.
- Vals Murarevalsen i F-dur efter muraren och spelmannen Boström.
- Polska Skrattpolskan i D-moll efter Lars Erik Larsson.
- Polska Loppan i G-dur. Under Hellqvist barndom sjöngs polskan i Södermanland. Text: Se vad loppor mor har, se hur de hoppar och far.
- Polska i Bb-dur. Text: Knister knaster knaster, käringen stekte plåster, lade på sitt sura ben. Benet te svida, gumman te gnida: aj aj aj, mitt sura ben! Gubben låg på ugnen, var så illa kommen, för han inte brännvin kunde få. Och gumman låg i aska´, hade en tår i flaska, gubben fick inte en tår ändå.
- Vals i Bb-dur efter Lars Erik Larsson.
- Polska i D-dur efter Lars Erik Larsson.
- Polska i G-dur efter Lars Erik Larsson.
- Polska i A-dur efter Lars Erik Larsson.
- Polska i A-dur efter Lars Erik Larsson.
- Polska i A-dur från Södermanland.
- Polska i D-dur efter handlande och spelmannen Hagberg, Hällefors.